# Herb Wisły
Herb Wisły – jeden z symboli miasta Wisła w postaci herbu.

## Wygląd i symbolika
Herb przedstawia na błękitnej tarczy złotą literę „V”, nad nią, po heraldycznie lewej stronie, trzy złote fale. Poniżej murawa zielona z pięcioma kępkami trawy.
Litera „V” pochodzi od łacińskiej nazwy miasta – Vistula.

## Historia

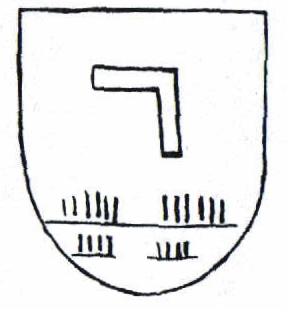
Herb Wisły według M. Gumowskiego, obowiązujący w podobnej formie do 1990 r.

Pierwszy symbol, który można uznać za herb Wisły, pojawił się na początku XVIII w. na dokumencie z 1732 r., na którym znalazła się pieczęć gminna. Widać na niej prosty, drewniany domek, zbudowany z bali i nakryty spadzistym dachem. Dookoła znajdowała się legenda: WEICHSEL ANNO 1702. Na innym odcisku z taką samą legendą herb wygląda inaczej – z domku zostały jedynie zarysy trzech desek tworzących dach oraz fragmenty podstawy i część tylnej ściany. Najprawdopodobniej jest to ta sama pieczęć, która nie odbiła się zbyt dobrze, albo została celowo zmieniona. Zmiana taka miała nastąpić w połowie XVIII w., kiedy w okresie kontrreformacji w celu ukarania ewangelików mieszkających w Wiśle przerobiono dawny symbol, aby układał się w literę L, oznaczającą luteran.
Po patencie tolerancyjnym z 1781 r. pieczęci najwyraźniej używano nadal, zapominając o „karzącym” charakterze godła lub interpretując ją jako odwróconą literę „V” (Vistula). Pod koniec XIX w. herb zniknął z pieczęci gminnych, pojawiły się za to polskie napisy GMINA WISŁA; podobnie (tylko pieczęć napisowa) było w okresie II Rzeczypospolitej. Powrót historycznego herbu postulował specjalista od herbów i pieczęci Marian Gumowski – według niego historycznym symbolem gminy była odwrócona litera V (Vistula), którą można było także uznać za L. Pod literą znajdował się jakby grunt z kępkami trawy.
Podczas okupacji hitlerowskiej zamiast starego herbu pojawił się ornament roślinny, a legenda ponownie brzmiała w języku niemieckim: „Gemeindeamt Weichsel”. Później zamiast ornamentu pojawiła się hitlerowska gapa.
W 1962 r. Wisła otrzymała prawa miejskie – herbem miejskim zostało godło zaproponowane przez Gumowskiego. Oficjalna interpretacja mówiła o odwróconej czerwonej literze L w białym polu, poniżej której znajdowała się zielona murawa z pięcioma kępkami trawy.
W 1990 r. wprowadzono herb autorstwa artysty plastyka Jana Hermy. Widoczna na herbie żółta litera „V” pochodzi od łacińskiej nazwy Vistula, a trzy wężyki nad nią. Poniżej zachowano zieloną murawę z pięcioma kępkami trawy. Błędem heraldycznym jest umieszczenie nad tarczą herbową napisu „Wisła”.

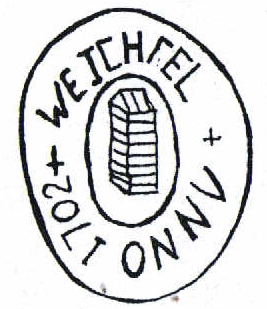
Pierwsza pieczęć gminna
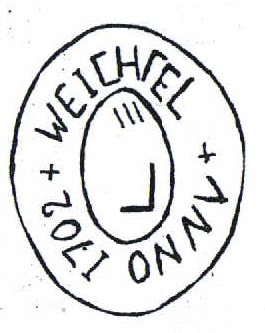
Pieczęć po przeróbce lub zniekształceniu